# Агластерхаузен
Агластерхаузен (нем. Aglasterhausen) — община в Германии, в земле Баден-Вюртемберг.
Подчиняется административному округу Карлсруэ. Входит в состав района Неккар-Оденвальд.  Население составляет 4882 человека (на 31 декабря 2010 года). Занимает площадь 22,85 км².
Община подразделяется на 4 сельских округа.

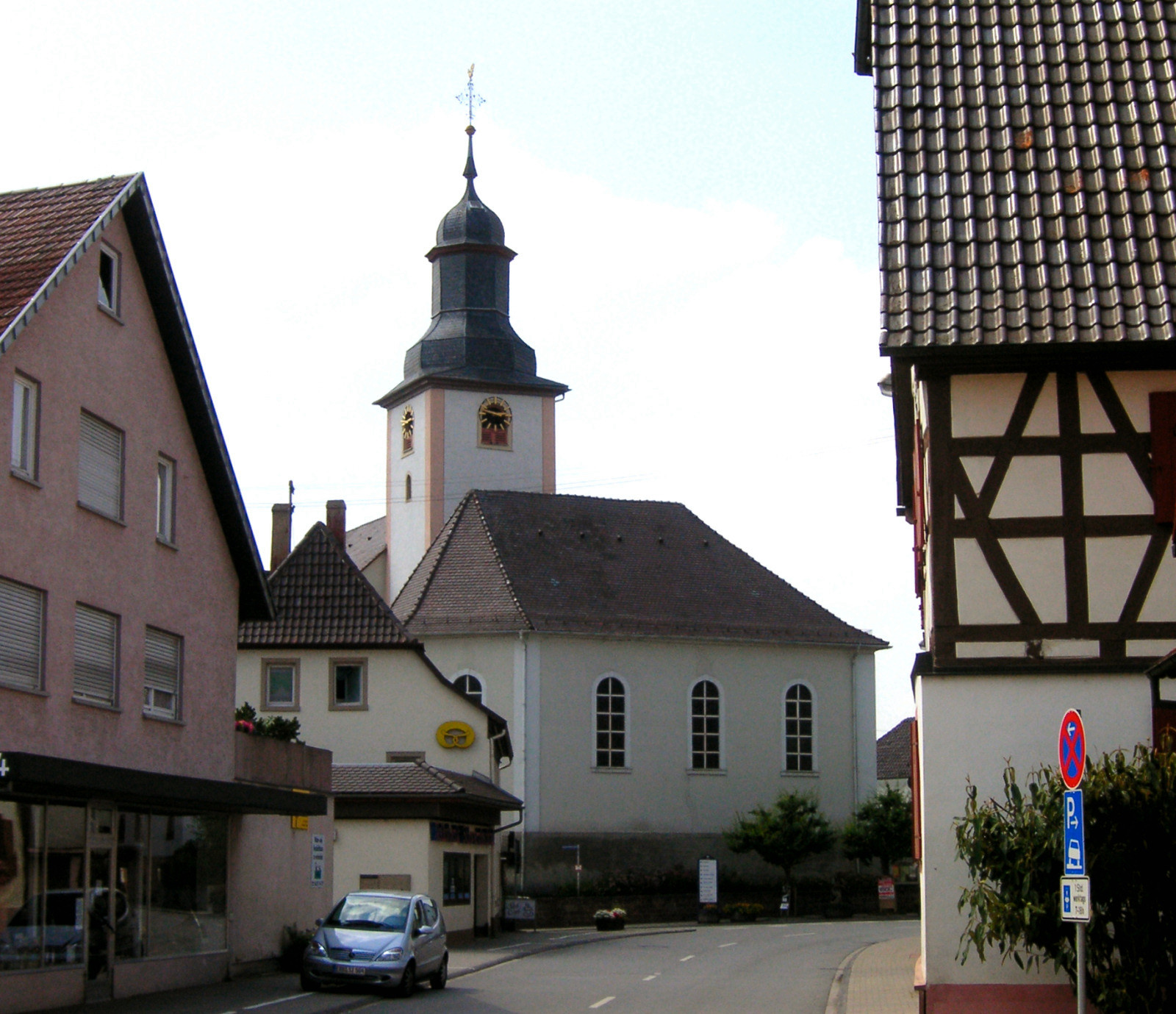
Церковь